# Przełęcz ku Stawku
Przełęcz ku Stawku, Maturowe Siodło (1382 m n.p.m.) – szeroka, zalesiona przełęcz w Tatrach Zachodnich, pomiędzy masywem Kominiarskiego Wierchu (1829 m) a masywem Stołów, kulminującym w Suchym Wierchu (1429 m). Po południowo-wschodniej stronie przełęczy znajduje się żleb Żeleźniak, uchodzący do Doliny Kościeliskiej, a po stronie przeciwnej – żleb Zabijak, wschodnie z dwóch górnych odgałęzień Doliny Lejowej. Tuż na zachód od siodła przełęczy znajduje się niewielki, okresowy zbiornik wodny, zwany Stawkiem lub Maturowym Stawkiem. Od niego pochodzi powszechniej używana nazwa przełęczy.
Na przełęcz nie prowadzi obecnie żaden szlak turystyczny. Dawniej wiodła przez nią wyznakowana w 1892 r. przez Mieczysława Karłowicza ścieżka na Kominiarski Wierch.